# Vaga de Cripple Creek
La vaga de Cripple Creek fou una aturada laboral organitzada pels miners de Cripple Creek en 1894 que va durar cinc mesos. Destaca per la implicació del poder local, la violència dels enfrontaments i pel pes que va guanyar el sindicalisme a la regió des d'aleshores.

## Causes
Després d'una baixada del preu de la plata, els miners d'aquest metall van anar a parar a les mines d'on s'extreia or, entre elles les de Cripple Creek. La seva arribada va fer baixar el preu de la mà d'obra. Els miners es van afiliar al sindicat Western Federation of Miners, de caràcter radical, per defensar els seus drets. Quan els amos de les mines van proposar allargar la jornada laboral de 8 a 10 hores sense canviar el sou, aquest sindicat va cridar a la vaga immediata.

## Esdeveniments
La vaga va començar a finals de febrer amb una aturada gairebé total de les extraccions. Els patrons van cridar treballadors nous però la violència dels sindicalistes contra els esquirols va impedir que accedissin a les mines. Van interceptar igualment un comboi amb el xèrif local i homes armats que volien protegir aquests treballadors substituts. Llavors els patrons van cridar la milícia, que va refusar d'intervenir en considerar que havien exagerat la situació.
Van començar aleshores atacs contra els campaments miners, els quals responien amb danys a les mines, les instal·lacions i fins i tot ús de dinamita. Van demanar armes i van rebre el suport d'altres treballadors. Els oficials van intervenir per arrestar els vaguistes més violents, especialment després d'una nit de forts incidents a un saló entre sindicalistes beguts i altres clients, que va acabar amb trets mutus.
Al maig, davant les pèrdues continuades, els propietaris de les mines van acordar invertir diners en homes armats, un escamot de 1200 pistolers que es van posar a les ordres del xèrif per atacar els campaments miners. El governador va intentar intervenir, declarant que aquest escamot era il·legal i comminant els miners a deixar les armes. Els homes del xèrif, però, van negar-se a pactar, van tallar les línies de telègraf per impedir que la premsa narrés el que passava i van procedir a organitzar un atac massiu. El governador va cridar l'exèrcit per protegir els miners (era la primera vegada a la història que això succeïa) davant la por d'una massacre. Davant la pressió dels soldats, els homes pagats pels amos de les mines van anar desertant, fet que va forçar a una negociació entre les parts que va posar fi a la vaga.

## Conseqüències
La vaga va fer augmentar enormement la popularitat de la Western Federation of Miners, ja que es va considerar una gran victòria. Els miners van tornar a tenir 8h de jornada laboral i van poder millorar els seus salaris.
Políticament, la vaga va significar un gir cap al conservadorisme, perquè el governador va perdre el suport local per les acusacions de fomentar o permetre els actes violents dels miners. El nou govern va aliar-se amb els amos de les mines i en futures vagues va actuar sempre per dissoldre els piquets i els campaments de resistència, sovint emprant una forta violència.
Una altra conseqüència política fou el viratge cap a l'esquerra del sindicalisme, que va portar a la creació del sindicat Treballadors Industrials del Món, que actuava com a grup de pressió.
1. ↑  Holbrook, Stewart. The Rocky Mountain Revolution. New York: Henry Holt and Company, 1956.